# Pasiphimus sagittaeformis
Pasiphimus sagittaeformis är en insektsart som beskrevs av Bolívar, I. 1914. Pasiphimus sagittaeformis ingår i släktet Pasiphimus och familjen gräshoppor. Inga underarter finns listade i Catalogue of Life.